# Peperomia viracochana
Peperomia viracochana är en pepparväxtart som beskrevs av William Trelease. Peperomia viracochana ingår i släktet peperomior, och familjen pepparväxter. Inga underarter finns listade i Catalogue of Life.